# Honoré Blanc
Honoré Blanc (1736 – 1801) va ser un armer francès i pioner en l'ús de peces intercanviables. Va néixer a Avinyó el 1736 i va fer aprenent de fabricant d'armes a l'edat de dotze anys. La seva carrera va abastar les dècades que van des de l'any 1750 fins al 1801, període que va incloure els regnats de Lluís XV i Lluís XVI, la Revolució Americana (que va rebre ajuda militar de Lluís XVI), la Revolució Francesa i la Primera República Francesa.

## Innovació en la producció en cadena
A mitjans del segle xviii, Honoré Blanc es va inspirar en el treball dels artillers francesos dirigits per Jean-Baptiste Vaquette de Gribeauval, que havia començat a buscar intercanviabilitat en artilleria. El sistema Gribeauval implicava l'estandardització de canons i munició. Blanc va aplicar aquests conceptes als mosquets i va utilitzar calibres i plantilles per arribar a fer peces duplicades que fossin intercanviables. La uniformitat de les peces es va aconseguir mitjançant mètodes de mecanitzat i prova, utilitzant plantilles, calibres i models mestres per guiar el llimat manual (no hi havia cap veritable fresadora en aquells moments, tot i que no es desconeixia la mecanització emprant torns). A mesura que es mecanitzava cada peça, es comparava repetidament amb un plantilla o calibre mestre i la capacitat natural dels ulls i les mans per poder detectar petites diferències, com ara un lleuger augment. o ressalt de la peça, eren una garantia suficient d'intercanviabilitat .
Quan Blanc va tractar d'interessar als col·legues artesans europeus en el concepte, van estar poc receptius, a causa d'una combinació d'escepticisme sobre la viabilitat de sistema i una certa por que la seva ocupació i/o estatus es poguessin veure amenaçada per ell si arribava a funcionar. Així doncs, Blanc es va dirigir a Thomas Jefferson, en aquell moment l'ambaixador nord-americà a França; Jefferson es va adonar ràpidament que aquest sistema alliberaria Amèrica de la dependència de les fonts europees d’equipament militar. Jefferson va intentar persuadir Blanc perquè es traslladés a Amèrica, però no va tenir èxit, així que va escriure al secretari de guerra nord-americà amb la idea i, quan va tornar als EUA, va treballar per finançar-ne el desenvolupament. El president George Washington va aprovar la idea i el 1798 es va emetre un contracte a Eli Whitney per a 12.000 mosquetons construïts sota el nou sistema.
L’obra de Blanc, i la d'altres oficials militars francesos dirigits primer pel general Gribeauval i més tard pel major Louis de Tousard (que va portar les seves idees amb ell al recent establert exèrcit nord-americà), van constituir la base per al desenvolupament posterior de la fabricació intercanviable per part dels militars nord-americans i els seus contractistes civils.
Roe (1916) esmenta un inventor francès desconegut en l'obra del qual Thomas Jefferson es va interessar cap al 1785 i el va recordar anys després com a "Mr Le Blanc". Hounshell (1984) confirma que aquest inventor va ser Honoré Blanc.